# اندماج (عمل تجاري)

الاندماج أو الدمج في مجال الأعمال التجارية هو الدمج والاستحواذ على العديد من الشركات الصغيرة في بضع شركات أكبر بكثير. يشير الاندماج في سياق المحاسبة المالية إلى تجميع البيانات المالية لمجموعة شركات كقوائم مالية موحدة. ويشير مصطلح فرض الضرائب في الاندماج إلى معاملة مجموعة من الشركات والكيانات الأخرى ككيان واحد للأغراض الضريبية. وبموجب قوانين هالسبيري في إنجلترا، يُعرَّف «الاندماج» بأنه «مزيج من تعهدين أو أكثر في تعهد واحد، يصبح المساهمون لكل شركة مختلطة مساهمين للتعهدات المختلطة إلى حد كبير. وقد تكون هناك عمليات دمج، إما عن طريق نقل تعهدين أو أكثر إلى شركة جديدة، أو بنقل شركة واحدة أو أكثر إلى شركة موجودة».

## نظرة عامة
الاندماج ممارسة في مجال الأعمال التجارية، للجمع القانوني بين منظمتين أو أكثر في منظمة واحدة جديدة. عند الدمج ينتهي وجود المنظمات الأصلية وتُستبدل بكيان جديد.

## الدافع الاقتصادي
- الوصول إلى التكنولوجيات/ التقنيات الجديدة.
- الوصول إلى عملاء جدد.
- الوصول إلى مناطق جغرافية جديدة.
- تمويل أرخص لشركة أكبر.
- البحث عن الأصول المخفية أو غير العاملة التابعة لشركة مستهدفة (مثل العقارات).
- تميل الشركات الكبرى إلى امتلاك قدرة تفاوضية أعلى على مورديها وعملائها (مثل والمارت).
- التآزر.

## أنواع دمج الأعمال التجارية
هناك ثلاثة أشكال من التراكيب التجارية:
- الدمج القانوني: تركيب من الأعمال التجارية يؤدي إلى تصفية أصول الشركة المكتسبة واستمرار الشركة المُشترية.
- الاندماج القانوني: تركيب من الأعمال التجارية يُنشئ شركة جديدة لا تستمر فيها أي من الشركات السابقة.
- الاستحواذ على الأسهم: تركيب من الأعمال التجارية تحصل فيه الشركة المُشترية على أغلبية الأسهم المشتركة للشركة المستحوذ عليها (أكثر من 50%) وتستمر كل من الشركتين.

- كيان ذو فائدة متغيرة.

## مصطلحات
- العلاقة بين الشركة الأم والشركة التابعة: هي نتيجة للاستحواذ على الأسهم، تكون الشركة الأم هي الشركة المُستحوِذة، والشركة التابعة هي الشركة المستحوَذ عليها.
- الحصة المُسيطرة: عندما تمتلك الشركة الأم أغلبية الأسهم العادية.
- الحصة غير المسيطرة أو حصة الأقلية: بقية الأسهم العادية التي يمتلكها المساهمون الآخرون.
- الشركة التابعة المملوكة بالكامل: عندما تملك الشركة الأم جميع الأسهم المشتركة المعلّقة للشركة التابعة.
- يشار إلى الشركات التي تندمج في شركة جديدة أو قائمة في عملية الدمج باسم شركات محوّلة أو شركات اندماجية. ويُشار إلى الشركة الناتجة باسم الشركة المنقول لها.

## المعاملة المحاسبية (المبادئ المحاسبية المقبولة عمومًا في الولايات المتحدة)
يمكن أن تستحوذ الشركة الأم على شركة أخرى بشراء صافي أصولها أو بشراء أغلبية أسهمها المشتركة. بغض البصر عن طريقة الاستحواذ؛ فتُعامل التكاليف المباشرة وتكاليف إصدار الأوراق المالية والتكاليف غير المباشرة كما يلي:
- التكاليف المباشرة والتكاليف غير المباشرة والعامة: تنفق الشركة المُستحوِذة جميع التكاليف المتعلقة بالاستحواذ (عند تكبدها).
- تكاليف إصدار الأوراق المالية: تقلل هذه التكاليف من سعر إصدار السهم.

### شراء صافي الأصول
معاملة الشركة المُستحوِذة: عند شراء صافي الأصول؛ تسجل الشركة المُستحوِذة في سجلاتها استلام صافي الأصول وصرف الأموال النقدية وإنشاء التزام أو إصدار الأسهم باعتبار هذا شكلًا من أشكال الدفع للتحويل.
معاملة الشركة المستحوَذ عليها: تسجل الشركة المستحوذ عليها في سجلاتها إلغاء صافي أصولها واستلام النقد والذمم المدينة أو الاستثمار في الشركة المُستحوِذة (إذا كان المُستلَم من التحويل يتضمن أسهمًا عادية من الشركة المشترية). إذا صُفيت الشركة المستحوذ عليها، ستحتاج الشركة إلى قيد إضافي لتوزيع الأصول المتبقية على مساهميها.

### شراء الأسهم العادية
معاملة الشركة المشترية: عندما تستحوذ الشركة المشترية على الشركة التابعة بشراء أسهمها العادية، تًسجل في دفاترها الاستثمار في الشركة المستحوذة وصرف مدفوعات الأسهم المُكتسبة.
معاملة الشركة المستحوذ عليها: تسجل الشركة المستحوذ عليها في سجلاتها إيصال الدفع من الشركة المُستحوِذة وإصدار الأسهم.
متطلبات إفصاح مجلس معايير المحاسبة المالية (إف آي إس بي 141): يتطلب مجلس معايير المحاسبة المالية 141 إفصاحات في ملاحظات البيانات المالية عند حدوث تركيبات تجارية، كالإفصاحات التالية:
- اسم الكيان المستحوذ عليه ووصفه والنسبة المئوية لفائدة حق التصويت المكتسبة.
- الأسباب الرئيسة لاستحواذ العوامل التي تسهم في التعرف على الشهرة ووصفها.
- الفترة التي تدرج فيها نتائج عمليات الكيان المستحوذ عليه في بيان الدخل للكيان الموحد.
- كلفة الكيان المستحوذ عليه، وما إذا كان يطبق عددًا من أسهم حصص حقوق ملكية المصدرة والقيمة المعينة لتلك الحصص وأساس تحديد تلك القيمة.
- أي مدفوعات أو خيارات أو التزامات طارئة.
- أصول الشراء والتطوير المُكتسبة وشطبها.

#### معالجة ضعف السمعة التجارية (الشهرة)
- إذا كانت الفائدة غير المتحكم بها مستندة على القيمة العادلة للأصول القابلة للتحديد: تخفيض المقبوضات مقابل دخل الشركة الأم والممتلكات العقارية.
- إذا كانت الفائدة غير المتحكم بها تعتمد على القيمة العادلة لسعر الشراء: تخفيض المقبوضات مقابل دخل الشركة التابعة والممتلكات العقارية.

## الإبلاغ عن الفائدة بين الشركات (الاستثمارات في الأسهم العادية)

### ملكية 20% أو أقل (استثمار)
عندما تشتري شركة ما 20% أو أقل من الأسهم العامة المعلّقة، لا يكون تأثير الشركة المشترية على الشركة المستحوذ عليها كبيرًا. (يحدد مجلس المبادئ المحاسبية 18 شرطًا تكون فيها الملكية أقل من 20% ولكن يكون هناك تأثير كبير).
تستخدم الشركة المشترية طريقة التكلفة لحساب هذا النوع من الاستثمار. وبموجب طريقة التكلفة، يسجل الاستثمار بالتكلفة وقت الشراء. لا تحتاج الشركة إلى أي إدخالات لتعديل رصيد الحساب هذا ما لم يعتَبر الاستثمار ضعيفًا أو هناك حصص أرباح تصفية، وكلاهما يقلل من حساب الاستثمار.
حصة أرباح التصفية: تحدث تصفية الأرباح عند وجود زيادة في الأرباح الموزعة على أرباح الشركة المستحوذ عليها منذ تاريخ الاستحواذ. تسجل حصة الأرباح العادية بصفتها إيرادات أرباح متى ما أُعلن عنها.
خسارة انخفاض القيمة: تحدث خسارة انخفاض القيمة عندما يكون هناك انخفاض في قيمة الاستثمار بخلاف القيمة المؤقتة.

### ملكية من 20% حتى 50% (شركة زميلة)
عندما تتراوح كمية الأسهم المشتراة بين 20% و50% من الأسهم العادية المعلّقة، غالبًا ما يكون تأثير الشركة المشترية على الشركة المستحوذ عليها كبيرًا. لكن، يشكل العامل الحاسم تأثيرًا كبيرًا. في حالة وجود عوامل أخرى تقلل من التأثير أو إذا اكتُسب نفوذ كبير بملكية تقل عن 20%، فقد تكون طريقة حقوق الملكية مناسبة (يوضح تفسير معيار المحاسبة المالية رقم 35 (إف آي إن 35) الظروف التي يكون فيها المستثمر غير قادر على ممارسة تأثير كبير) .
لحساب هذا النوع من الاستثمار، تستخدم الشركة المشترية طريقة حقوق الملكية. بموجب طريقة حقوق الملكية، يسجل المشتري استثماراته بالتكلفة الأصلية. يزداد هذا الرصيد بزيادة الدخل وتنقص الأرباح الموزعة من الشركة التابعة والمستحقة للمشتري.
معاملة الفروق الشرائية: عند الشراء، تنشأ فروق شرائية بسبب الفرق بين تكلفة الاستثمار والقيمة الدفترية للأصول الأساسية.
تحتوي الفروق الشرائية على مكونين:
- الفرق بين القيمة السوقية العادلة للأصول الأساسية وقيمتها الدفترية.
- الشهرة: الفرق بين تكلفة الاستثمار والقيمة السوقية العادلة للأصول الأساسية.

يجب استهلاك  الفروق الشرائية خلال عمرها الإنتاجي؛ ولكن تنص الإرشادات المحاسبية الجديدة أن الشهرة لا تُستهلك أو تُخفض حتى تنخفض قيمتها بشكل دائم أو تُباع الأصول الأساسية.

### ملكية أكثر من 50% (تابعة)
عندما تكون كمية الأسهم المشتراة أكثر من 50% من الأسهم العادية المعلّقة، تُسيطر الشركة المشترية على الشركة المكتسبة. وتُعرّف السيطرة في هذا السياق بأنها القدرة على توجيه السياسات والإدارة. تكون الشركة المسيطرة في هذا النوع من العلاقات هي الشركة الأم والشركة الخاضعة للرقابة هي الشركة التابعة. تحتاج الشركة الأم إلى إصدار بيانات مالية مدمجة في نهاية العام لعكس هذه العلاقة.
تُظهر القوائم المالية الموحدة الشركة الأم والشركة التابعة على شكل هيئة وحدة واحدة. يمكن للشركة الأم استخدام طريقة حقوق الملكية أو طريقة التكلفة لحساب استثمارها في الشركة التابعة خلال العام. تحتفظ  كل شركة بدفاتر منفصلة. ولكن، تُعد في نهاية العام ورقة عمل موحد للجمع بين الأرصدة المنفصلة وإلغاء المعاملات بين الشركات وحقوق المساهمين في الشركة التابعة وحساب استثمار الشركة الأم. تكون النتيجة مجموعة واحدة من البيانات المالية التي تعكس النتائج المالية للكيان الموحد. هناك ثلاثة أشكال للدمج: 
1. التكامل الأفقي: دمج الشركات في نفس خطوط الأعمال والأسواق.
2. التكامل الرأسي: دمج الشركات التي تقوم بعمليات مختلفة، ولكنها متعاقبة في الإنتاج أو التوزيع أو كليهما.
3. التكتل: دمج الشركات مع ذات المنتجات أو الخدمات غير المرتبطة والمتنوعة، أو كليهما.